# Празнина
Празнина као људско стање је осјећај опште досаде, друштвене отуђености и апатије. Осјећај празнине често прати дистимију, депресију, усамљеност, анхедонију, очај или друге менталне/емоционалне поремећаје, укључујући схизоидни поремећај личности, посттрауму, хиперкинетички поремећај, схизотипални поремећај личности и гранични поремећај личности. Осјећај празнине је такође дио поремећаја процеса жаљења, као посљедица смрти вољене особе или других значајних промјена. Међутим, посебна значења „празнине” варирају у зависности од конкретног контекста и религијске или културне традиције у којој се користи.
Док хришћанство и западни социолози и психолози посматрају стање празнине као негативно, нежељено стање, у неким источњачким филозофијама као што су будистичка филозофија и таоизам, празнина (шуњата) представља гледање кроз илузију независне самоприроде.